# El Tecomate
El Tecomate (del náhuatl, Tecomatl), es una población del municipio de Chicontepec, está ubicada al oriente del municipio, es una localidad nahua, actualmente está crecimiento.

## Ubicación
El pueblo de Tecomate colinda al norte con el pueblo de Chapictla, al sur con el pueblo de Tepoxteco, al oeste con el pueblo de Alaxtitla.